# 蝙蝠侠：辛特组的复活
《蝙蝠侠：辛特组的复活》（又译作）是一部2003年美国的清版动作游戏。游戏在PlayStation 2、Game Boy Advance、Xbox和Nintendo GameCube平台上发布。它由育碧联合华纳兄弟互动娱乐与DC漫画开发并发行。游戏故事基于电视系列动画《蝙蝠侠新冒险》，同时也是游戏《蝙蝠侠：复仇》的续作。
此外，故事里的Sin Tzu影射的即中国东周古代的著名军事家孙子（Sun Tzu），但在游戏里以留着清朝辫子的形态出现。

## 另请参阅
- 《蝙蝠侠：高谭赛手》
- 《蝙蝠侠复仇》